# 신풍괴도 쟌느
《신풍괴도 쟌느》(일본어: 神風怪盗ジャンヌ 가미카제 가이토 잔누[*])는 타네무라 아리나의 일본의 만화책 시리즈이다. 1998년 2월호 ~ 2000년 7월호까지 슈에이샤의 만화 잡지 리본(りぼん)에서 연재되었다.
1999년에는 토에이 애니메이션에서 TV시리즈 애니메이션을 제작하여, 1999년 2월 13일부터 2000년 1월 29일까지 동명 이름으로 TV 아사히 계열 방송국에서 방영되었다.
대한민국에서는 만화책 시리즈를 대원씨아이에서 순정편집부가 번역하여 1999년 8월 1일에 『신풍괴도 쟌느1』라는 이름으로 1권을 발행하였고, 2000년 7월 1일에 시리즈 7권 『신풍괴도 쟌느7』을 주진언이 번역하여 시리즈가 완결되었다. TV시리즈 애니메이션은 투니버스에서 한국어 더빙을 제작하여, 2001년 4월 26일부터 투니버스에서 방영하였다. 투니버스는 더빙 과정에서 원제를 『신의 괴도 잔느』로 수정하였으며, 지명 및 등장인물 이름 등을 모두 한국식으로 수정하였다.

## 작품 소개
- <괴도물 + 순정 로맨스 + 변신소녀물 + 전생 및 환생 스토리 + 인간의 성장 + 금지된 천사간의 사랑과 업보>라는 매우 다양한 장르를 하나의 작품에 자연스럽게 녹여 넣은 작품으로 평가받는다.
- 스토리는 1부와 2부로 나뉘는데, 초반부에는 마음 약한 마론이 핀의 도움으로 잔느로 변신후 강인한 자신 사이에서 갈등하는 주인공 소녀와 그녀의 앞길을 막는 신밧드간의 갈등이 주축이 되는 스토리이며 후반부에는 자신을 도와줬던 준천사 핀이 사실은 타락천사였다는 것이 밝혀지면서 이야기에 급반전을 이루며 흡입도를 더욱 높인다.
- 국내에서는 44화 방영중 한 에피소드가 일본 문화가 짙다는 이유로 삭제되어 총 43화가 방영되었다. 당시에는 심의기준은 지상파와 동격으로 이루어졌기 때문에 삭제된 것이었다.

## 줄거리
쿠사카베 마론은 그냥 보면 평범한 고등학생이지만, 사실은 세상을 떠들썩하게 만든 괴도 잔느가 바로 그녀의 정체였다. 잔 다르크의 환생인 그녀는 미술품에 뒤집어 씌워진 악마를 처리하고 신의 힘을 되찾는 것이 목표. 형사의 딸인 친구 미야코(강채영)와 그의 아버지인 히무로 반장(강반장)에게 쫓기면서도 준천사 핀과 함께 착실히 사명을 다하고 있던 날들을 보내고 있는 가운데 잔느 앞에 나타난 것은 바로 수수께끼의 괴도 신밧드. 그리고 갑자기 마론의 반에 나고야 치아키(하진서)가 전학해 온다. 그의 의미심장한 태도에 곤혹스러워하는 마론(나예리), 사실은 신밧드의 정체는 치아키(하진서)였던 것이다. 이후 신밧드와 잔느는 목표물을 놓고 경쟁하게 되는데…….

## 등장 인물
- 쿠사카베 마론

- 나고야 치아키

- 핀 피쉬

- 액세스 타임(Access Time)

성우 - 야지마 아키코 / 김나연
치아키를 따르는 흑천사. 원작에서는 천사의 힘으로 치아키를 괴도 신밧드로 변신시킨다. 핀처럼 핫케이크를 매우 좋아한다. 원작과 애니메이션에서는 핀을 대하는 태도와 성격이 다소 다르다.
핀이 〈마왕의 앞잡이〉라고 부르지만 실제로는 신의 명령을 받아 활동하고 있다. 마왕의 계획을 막기 위해 치아키에게 괴도 신밧드가 되는 힘을 주었다. 핀을 좋아하며, 타락천사가 되어 버린 그녀를 구하고 싶어한다.
- 토우다이지 미야코 (東大寺都, 한국명; 강채영)

성우 - 마츠이 나오코 / 이명선
마론과 함께 리듬체조부에 소속되어 있는 경찰관 지망 여학생. 어렸을 적 자신의 무고함을 밝혀준 마론이 괴도 마론과 동일 인물이 아닌 것으로 믿고 그것을 밝히기 위해 쟌느 체포에 힘쓰고 있다. 또한 아버지인 히무로 형사를 닮아 정의감이 강하며 히무로 형사의 부하들과 함께 함정을 설치, 괴도 쟌느 및 괴도 신밧드의 만행을 저지하려고 하지만 오히려 실패하는 편이다.
소꿉 친구인 마론을 진심으로 아끼는 친구라지만 치아키와의 교제 관계에 있어서 치아키를 좋아하는 미야코로서는 마론이 견제 대상이 되기도 한다. 치아키와 마론이 각각 괴도 신밧드와 괴도 쟌느인 것을 아직 모르고 있으며 치아키와 마론과는 좋은 친구로 지내고 있다.
늘 인기많고, 멋진 마론을 한편으로는 부러워하고 있으며, 마론과 치야키 사이를 질투하나 응원하게 된다.
솔직하지 않고 붙임성없는 성격때문에 늘 외톨이었으나 누구에게나 인정받고 인기많은 마론에 의해 친구가 생겼다.
- 미나즈키 야마토 (水無月大和, 한국명; 한창수)

성우 - 다카하시 나오즈미 / 최준영
마론을 짝사랑하던 같은 반 친구로 반장이다. 부잣집 아들로 처음은 매우 심약하고 음울한 성격이었다. 그런 약점 때문에 악마에게 두번씩이나 이용되었지만, 괴도 쟌느의 충고를 듣고 적극적인 성격으로 바뀌었다. 미야코와 인연이 있어서인지 행동을 같이 하는 일이 많으며 마론에게 고백하고 차인 후로는 미야코를 좋아하게 된다.
- 파캬라마오 선생(한국명; 우아미 선생)

성우 - 니시하라 쿠미코 / 김효선
미야코의 담임 겸 무용 선생. 마론과 미야코가 싸울 때면 리코더를 불면서 벌로 교실 밖에 서 있도록 만든다. 한편 아름다운 마음으로 인해 악마의 손아귀에서 이용당했지만 여성스러운 면과 책임감 강한 면이 있다.
- 사잔카 야시로(山茶花弥白, 한국명; 최서희)

성우 - 야마자키 와카나 / 한신정
치아키(하진서)의 옛 연인으로 마론(나예리)에 대해 은근히 경쟁 의식을 지니고 있다. 체조부원으로서 치아키(하진서)의 관심을 더 받으려고 마론(나예리)와 경쟁해 이기려고 겨루었지만 시간이 지나면서 오히려 친구로서 대하게 된다.
- 치아키의 아버지

성우 - 오노사카 마사야 / 방성준
치아키(하진서)가 집을 나와 독립하게 된 원흉(?)으로 가족이 아닌 사람이보면 아버지가 아닌 사촌형으로 바라볼 정도로 동안이다. 마론(나예리)의 아버지에 대한 존경을 담고 있으며 그 딸에 대한 관심을 놓지 않고 있다. 사실 죽은 아내인 치야키의 엄마를 제외하고는 어떤 여자도 사랑하지 않으나 치야키에게 엄마가 필요하다는 생각때문에 마음에도 없는 여자들과 재혼과 이혼을 반복하나 치야키가 아버지가 엄마를 소중히 생각하는 마음으로 충분하다는 것을 알고 더 이상 재혼하지 않는다.
- 토우다이지 스바루(東大寺昴, 한국명; 강민우)

성우 - 후루야 토오루 / 정명준
히무로 반장의 장남이자 미야코의 오빠이며 현재는 과학자로 활동하고 있다. 한때 자신의 연구 성과를 인정해 주지 않고 오히려 가로챈 학계에 대한 증오로 인해 악마에게 조종당했으나 히무로 반장의 개입과 괴도 잔느의 도움으로 자신의 잘못을 뉘우친다.
- 토우다이지 히무로(東大寺氷室, 한국명; 강한수)

성우 - 치바 시게루 / 손종환
미야코의 아버지로 괴도 쟌느의 체포를 위해 결성된 수사팀의 대표 형사다. 부하인 하루타(한국명:천형사), 나츠다(한국명:하형사), 아키타(한국명:최형사), 후유타(한국명:강형사)와 함께 수사를 진행하고 있으나 매번 당하여 해고 위기를 맞기도 했다. 딸의 도움으로 괴도 쟌느 및 괴도 신밧드의 활동을 저지하고 있지만 체포는 못하고 있다. 참고로 괴도 쟌느와 괴도 신밧드의 정체인 마론과 치아키와는 미야코의 친구로만 알고 있다. 원작에서는 굉장히 작아서 가족들의 무릎 정도의 크기라 아버지라는 느낌을 주지 않는다.
- 미야코의 엄마

성우 - 야지마 아키코 / 김선혜
나예리(쿠사카베 마론)의 엄마와 친구 사이였으며 나예리(마론)의 부모님이 처음 만나고 가정을 이루게 된 놀이동산의 위치를 알고 있는 인물이다.
- 잔 다르크(Jeanne Darc)

성우 - 츠루 히로미 / 여민정
프랑스와 영국 사이에서 일어난 '백년전쟁'에서 활약한 프랑스의 성녀. 마론의 전생에 해당하며, 영국군에게 붙잡혀 마녀로 회부되어 결국에는 화형으로 최후를 맞이하였다. 노인이 사랑했던 사람으로, 노인은 그녀를 도와주지 않는 신을 증오해 악마의 기사가 되었다는 설정이다.
- 노인 클로드

- 미스트(Mist)

성우 - 야마자키 와카나 / 이동은
애니메이션 오리지널 캐릭터. 소녀 모습의 악마. 노인과 달리 순수한 악마인것 같지만, 미스트의 총공격에서 무서운 성격이 드러난다. 그 때문인지, 노인과 사이가 좋지 않다. 언제나 사탕을 가지고 다니며 인간을 조종하고 있다.

## 성우진
우리말(한국어판) 성우진
- 정미숙 - 나예리/잔느
- 이명선 - 강채영
- 김장 - 하진서/신밧드
- 지미애 - 핀 피쉬
- 김나연 - 액세스 타임
- 손종환 - 채영아빠(강한수) → 아빠
- 김선혜 - 채영엄마 → 엄마
- 최준영 - 한창수
- 김효선 - 우아미 선생님
- 이주창 - 노인
- 이동은 - 미스트
- 김정은 - 천형사
- 박만영 - 예리 아버지 / 하형사
- 정명준 - 최형사
- 김광국 - 강형사
- 여민정 - 잔 다르크
- 전숙경
- 정선혜
- 한신정 - 최서희
- 한원자
- 시영준
- 방성준

## 제작진
- 원작: 타네무라 아리나 (슈에이샤 월간 「리본」연재)
- 시리즈 디렉터: 우메자와 아츠토시
- 시리즈 구성: 도미타 스케히로
- 캐릭터 디자인: 카가와 하사시
- 총작화감독: 다메가이 카츠미
- 미술 디자인: 카노 요시유키
- 색채설계: 사쿠마 요시코
- 디지털 촬영: 도에이 화학 디지털 랩테크
- 편집: 니시야마 시게루
- 음악: 카토 미치아키
- 프로듀서: 우에다 메구미 → 이와모토 타로, 시미즈 히로미, 야다 코이치, 아즈마 이리야
- 제작협력: 도에이
- 제작: TV 아사히, 도에이 에이전시, 도에이 → 도에이 애니메이션

### 우리말 제작
- 번역: 김언정(후리기획)
- 타이틀 C.G: 김소영
- 타이틀&마스터편집: 윤일섭
- 넌리니어편집: 이승철
- 녹음/믹싱: 전문성
- 연출: 김이경
- 기획: Tooniverse

## 주제가

### 일본판 주제가

#### 여는 노래
「PIECE OF LOVE」(제1화 - 제27화)
작사 - IZAM|IZAM / 작곡 - KUZUKI / 편곡 - 야마구치 카즈히사, SHAZNA / 노래 - SHAZNA
- 원반제작: SWEET HEART, TV 아사히 뮤직 / 레이블: 도시바 EMI M's PLACE

「Dive into Shine」(제28화 - 제44화)
작사・작곡・노래 - Lastier / 편곡 - 조 리노이에, 스즈카와 마사키, Lastier
- 원반제작: 이즘 아티스트, TV 아사히 뮤직 / 레이블: 히트 웨이브

#### 닫는 노래
「ハルカ…」(제1화 - 제27화)
작사 - 키리토 / 작곡 - 쥰 / 편곡 - Pierrot&나리타 시노부 / 노래 - Pierrot
- 원반제작: SWEET HEART, TV 아사히 뮤직 / 레이블: 도시바 EMI M's PLACE → UNVERSAL MUSIC JAPAN

「Till The End 〜終わらない愛を〜」(제28화 - 제44화)
작사 - HIBIKI、SOLA / 작곡・편곡 - MASAYA / 노래 - HIBIKI(D-SHADE)
- 원반제작: 티즈 음악출판, TV 아사히 뮤직 / 레이블: 유니버설 폴리돌

### 한국판 주제가
- 여는 노래:[Dive into Shine]

노래 - 전영호 / 믹싱 - 나상준
- 닫는 노래:[Loving You 시간을 넘어서]

작사/작곡/믹싱 - 김정배 / 노래 - 김연정

## 방영 타이틀 목록
이하 목록은 애니메이션 방영 순서에 따라 나열한 것으로 원작의 순서와 다를 수 있다.
| 화 수 | 부제 (원제/풀이)             | 부제 (원제/풀이)                    | 한국어판 부제                         |
| ----- | ---------------------------- | ----------------------------------- | ------------------------------------- |
| 1     | 怪盗は予告状とともに         | 괴도는 예고장과 함께                | 잔느는 예고장과 함께!                 |
| 2     | 標的は親子の絆!?             | 표적은 부녀의 정!?                  | 어린 소녀의 행복을 위해               |
| 3     | 包囲網! 敵は全校生徒         | 포위망! 상대는 전교생               | 학생들의 포위망을 뚫어라!             |
| 4     | 泥棒仕事は企業も救う!?       | 도둑 사업이 기업을 구한다!?         | 도둑이 회사를 구하다?!                |
| 5     | エアポート非常警戒!          | 공항에서의 비상경계                 | 에게해의 눈물은 누구 손에?            |
| 6     | 相棒は謎のおばあちゃん?      | 파트너는 수수께끼의 할머니?         | 파트너는 정체불명의 할머니?           |
| 7     | 親子刑事! 最後の賭け         | 부녀형사! 최후의 도박               | 부녀형사의 마지막 도전!               |
| 8     | 愛のメロディを盗め!          | 사랑의 멜로디를 훔쳐라!             | 사랑의 멜로디를 훔쳐라!               |
| 9     | 非情のチェックメイト         | 비정한 체크메이트!                  | 비정한 체크메이트!                    |
| 10    | 仮面の男! 本物は誰だ         | 가면 속 남자! 정체는 누구?          | 가면 속 남자! 진짜는 누구?            |
| 11    | ああ、美しき刑事の心         | 아아, 아름다운 형사의 마음!         | 아! 형사의 아름다운 마음!             |
| 12    | ピンは剣よりも強し!          | 핀은 검보다 강하다!                 | 핀은 칼보다 강하다!                   |
| 13    | 忘れな草のハート泥棒         | 물망초의 하트 도둑                  | 물망초 꽃의 사랑!                     |
| 14    | ターゲットは花嫁衣装         | 타깃은 웨딩 드레스                  | 웨딩 드레스를 지켜라!                 |
| 15    | 遊園地の衝撃告白!            | 유원지에서의 충격 고백!             | 놀이공원에서의 고백!                  |
| 16    | 初キスは月光に輝く!          | 첫키스는 달빛에 빛나다!             | 달빛 아래의 첫키스                    |
| 17    | 急接近! 恋の台風上陸         | 다가온다! 사랑의 허리케인 상륙!     | 사랑의 허리케인 상륙!                 |
| 18    | 悪魔が襲う友情の勲章         | 악마가 덮친 우정의 훈장             | 악마가 덮친 우정의 훈장               |
| 19    | 封印! 父の愛の証明           | 봉인! 부성애(父省愛)의 증거         | 봉인! 아버지의 사랑!                  |
| 20    | 元気に勇気が壊れた日         | 활기와 용기가 부서진 날             | 강한 마음과 용기가 무너진 날!         |
| 21    | 都、恋と友情を撃つ!          | 미야코, 사랑과 우정을 걸다!         | 채영이의 우정과 사랑!                 |
| 22    | ダイブ! W怪盗死す            | 잠수! 두 괴도의 죽음                | 진서의 추억                           |
| 23    | 狙撃! 魔性の青い蝶           | 저격! 마성의 푸른 나비              | 체크메이트! 신비한 호랑나비           |
| 24    | 豪華客船モンキー騒動         | 호화여객선의 원숭이 소동            | 호화여객선의 원숭이 소동              |
| 25    | 怪談! 幽霊学校の夏           | 귀신이야기! 유령학교의 여름         | 여름 합숙소의 귀신!                   |
| 26    | 潜入! カラクリ忍者城         | 잠입! 기계장치 닌자성!              |                                       |
| 27    | 涙のお別れ天使フィン         | 눈물의 이별, 천사 핀                | 천사 핀과의 이별                      |
| 28    | 悪魔降臨! 新変身の時         | 악마강림! 새로운 변신의 때          | 다시 나타난 악마, 그리고 새로운 변신! |
| 29    | 超美形! 謎の先生登場         | 초미남! 의문의 선생 등장            | 새로 온 교생 선생님!                  |
| 30    | 気復活で燃える闘志           | 활기 부활로 타오르는 의지           | 기운의 부활, 타오르는 의지!           |
| 31    | 元怪盗ついにCM出演!?         | 괴도 잔느, 드디어 광고 출연!?       | 잔느, 광고에 나오다!?                 |
| 32    | 怪盗ジャンヌ抹殺指令!!       | 괴도 잔느 말살 지령!!               | 잔느 말살 지령!!                      |
| 33    | 嘘つきシンドバッド!!         | 거짓말쟁이 신밧드!!                 | 진서와 신밧드!                        |
| 34    | 別離宣言! もう誰も信じない!! | 이별선언! 이제 아무도 믿을 수 없어! | 이별선언! 아무도 믿지 않아!!          |
| 35    | ジャンヌ復活のLOVEパワー!    | 쟌느, 부활의 LOVE 파워!             | 잔느, 사랑의 힘으로 부활!             |
| 36    | 泥棒は刑事の味方か!?         | 도둑은 경찰의 편인가!?              | 채영이의 소원!                        |
| 37    | 悪魔の心臓を持つ少年         | 악마의 심장을 가진 소년!            | 악마의 심장을 가진 소년!              |
| 38    | 決断!? 悲しみの封印          | 결단!? 슬픔의 체크메이트            | 슬픈 체크메이트!                      |
| 39    | 願いは一つ! 父と母に         | 소원은 하나! 아빠와 엄마에게        | 소원은 하나! 엄마 아빠에게...         |
| 40    | 邪悪変身! ミスト猛攻         | 사악변신! 미스트 맹공               | 미스트의 총공격!                      |
| 41    | 再会フィン!! 劇的悪夢        | 재회 핀!! 극적악몽                  | 돌아온 핀!                            |
| 42    | 怪盗、時空を越える!!         | 괴도, 시공을 뛰어넘다!              | 괴도 시공을 초월하다!                 |
| 43    | 友情崩壊!? 魔氷城決戦        | 우정붕괴?! 마빙성 결전              | 우정붕괴?! 얼음성의 결투!             |
| 44    | 汝、神風となれ!              | 그대, 신풍(神風)이 되어라!          | 신의 바람이 되어라!                   |

미방영
26화 - 잠입! 기계장치 닌자성!